# Puslinch
Puslinch är en kommun (township) i Kanada.   Den ligger i provinsen Ontario, i den sydöstra delen av landet, 400 km sydväst om huvudstaden Ottawa. Puslinch ligger 307 meter över havet och antalet invånare är 7 029.